# Roccaromana
 Roccaromana  község (comune) Olaszország Campania régiójában, Caserta megyében.

## Fekvése
A megye központi részén fekszik, Nápolytól 50 km-re északra, Caserta városától 25 km-re északnyugati irányban. Határai: Baia e Latina, Dragoni, Formicola, Liberi, Pietramelara, Pietravairano és Pontelatone.

## Története
A település első említése a longobárd időkből származik (8. század), habár a régészeti leletek tanúsága szerint már az ókorban lakott volt. Elődja valószínűleg az ókori szamnisz város, Saticula volt.  A következő századokban nemesi birtok volt. A 19. században nyerte el önállóságát, amikor a Nápolyi Királyságban felszámolták a feudalizmust.

## Népessége
A népesség számának alakulása:

## Főbb látnivalói
- San Cataldo-templom
- Madonna dell’Annunziata-templom